# 古雷港
古雷港位於中国福建省漳州市漳浦县古雷半岛，是一个大型天然深水避风良港，常年不结冰，可停泊各种吨位的船舶。
相关文章总结古雷港特点：深（水深最深达负36米）、宽（航道宽1公里以上，经过20多年观察不淤积）、稳（东向和北向有山体掩护，即使东北风6-7级，港区内也是风平浪静）、近（靠近国际航道和避风锚地）、廉（可顺岸式建设码头，造价低廉）。2006年设立以古雷港为基础的古雷港经济开发区。2007年厦门市反对PX项目事件后，项目迁至古雷港所在有的古雷半岛，即古雷港经济开发区。中交第三航务勘察设计院修编《厦门港总体规划2011—2020》中，古雷作业区规划码头岸线总长24.9km，可建设2—30万吨级生产性泊位90个。其中，深水泊位61个，含30万吨级原油泊位3个，15万吨级泊位4个。初步预计总通过能力可达1.4亿吨。其中，规划多用途泊位可形成集装箱通过能力50万TEU以上，形成陆域面积1660万平方米。